# Dully
Dully är en ort och  kommun i distriktet Nyon i kantonen Vaud, Schweiz. Kommunen har 626 invånare (2023).
Dully ligger vid Genèvesjön.